# Ziya Pascha

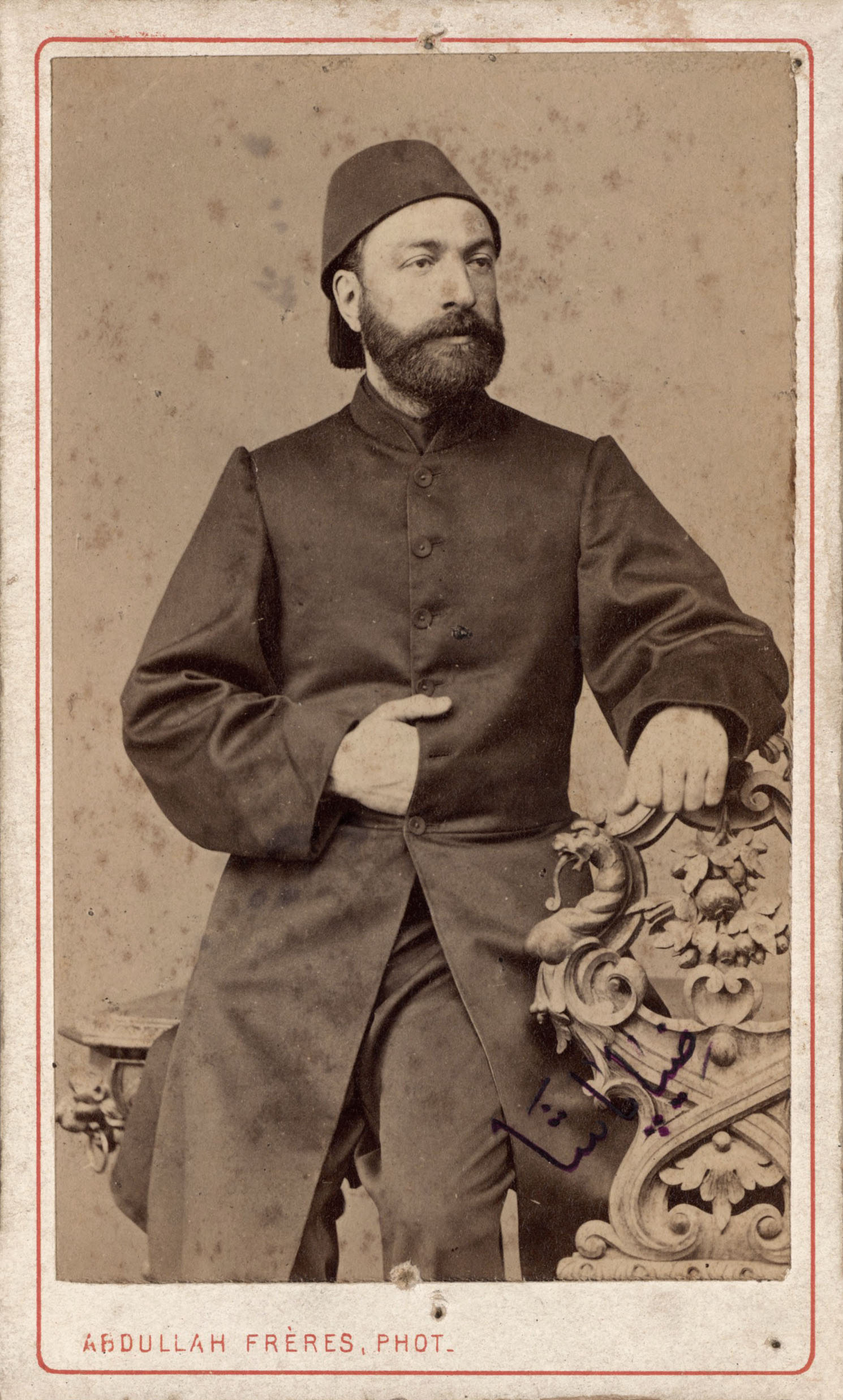
Ziya Pascha

Ziya Pascha mit eigentlichem Namen Abdülhamîd Ziyaeddin (* 1825 oder 1829 in Istanbul; † 17. Mai 1880 in Adana) war ein osmanischer Autor und Übersetzer. Er gehört neben İbrahim Şinasi und Namık Kemal zu den wichtigsten Autoren der Tanzimatepoche.
Er hatte verschiedene Ämter im osmanischen Staat inne. Ab 1865 war er ein führendes Mitglied der Jungosmanen. 1867 ging er gemeinsam mit Namık Kemal nach Paris und London und gab dort eine Zeitung mit dem Namen Hürriyet (dt.: Freiheit) heraus.
Nach seiner Rückkehr folgten Amtszeiten als Gouverneur in Zypern, Amasya, Konya, Aleppo und zuletzt Adana.

## Werke
- Terkîb-i Bend
- Zafername
- Şi'ir ve inşâ
- Hârâbat („Die Schenke“)

Ziya Pascha übersetzte Werke von Moliere und Louis Viardot ins Osmanische.